# راهبه مونتزا (فیلم)
راهبهٔ مونتزا (ایتالیایی: La monaca di Monza) یک فیلم درام طنزآلود به کارگردانی کارمینه گالونه است که در سال ۱۹۶۲ منتشر شد.

## بازیگران
- جووانا رالی در نقش راهبه مونتزا
- گابریله فرزتی
- ماریو فلیچانی
- لی‌لا برینیونه
- جینو چروی
- اِما گراماتیکا
- اِوی مالتایاتی
- الیزا کگانی
- کورادو پانی
- جولیا روبینی
- رُزی ماتساکوراتی
- فوسکو جاکتی
- هلن شانل
- آلبرتو لوپو